# Tècnic d'Operació de Línies Automàtiques
Tècnic d'Operació de Línies Automàtiques (TOLA) és el nom que reben els tècnics destinats a les línies de metro automàtiques. Tot i funcionar sense conductor, les línies automàtiques disposen d'un tècnic que té dues funcions principals: l'atenció al client i la recuperació del servei en cas de fallida.
Tot i que disposa de trens automàtics, no estalvia la presència d'un tècnic. Un TOLA substitueix un CTO (Comandament Tècnic Operatiu) i un AAC (Agent d'Atenció al Client). Però segueix existint un Cap de Zona (líder de l'equip).
A Catalunya hi ha la presència de TOLA a la línia 9 i línia 10 del metro de Barcelona. També n'hi ha a la línia 11, en procés d'adaptació per a esdevenir automàtica.